# 代鎮區 (密歇根州)
代鎮區（英語：Day Township）是位於美國密歇根州蒙卡爾姆縣的一個行政鎮區。

## 地方資料
代鎮區的面積為91.60平方千米，當中陸地面積為91.30平方千米，而水域面積為0.30平方千米。根據2020年美國人口普查的數據，當地共有人口2619人，而人口密度為每平方千米28.59人。